# 크리스토퍼 제이컷
크리스토퍼 재코(Christopher Jacot, 영어 발음: /ˈʒækoʊ/, 1979년 6월 30일 ~ )는 캐나다의 배우이다.

## 출연 작품
- 엘리엇과 산타 썰매단 (2018)
- 맨해튼 언다잉 (2015)
- 알리야: 더 프린세스 오브 R&B (2014)
- 링 바이 스프링 (2014)
- 레몬 (2013)
- 컴 댄스 앳 마이 웨딩  (2009)
- 후키드 온 스피드맨 (2008)
- 배틀 인 시애틀 (2007)
- 카오스 이론 (2007)
- 부트 캠프 (2007)
- 어 킬러 업스테어스 (2005)
- 헬레이저 8 - 헬월드 (2005)
- 고잉 더 디스턴스 (2004)
- 워드 오브 오너 (2003)
- 겟 오버 잇 (2001)